# Paranesotanais longicephalus
Paranesotanais longicephalus is een naaldkreeftjessoort uit de familie van de Nototanaidae. De wetenschappelijke naam van de soort is voor het eerst geldig gepubliceerd in 2008 door Larsen & Shimomura.